# Военная зона D
Военная зона D (англ. War Zone D) — название одного из районов Южного Вьетнама во время войны во Вьетнаме в 1960—1970-е годы.
Военная зона D располагалась северо-восточнее Сайгона и занимала всю северную часть провинции Кханьхоа. Этот район считался одним из оплотов партизан НФОЮВ, находившихся под коммунистическим контролем с 1940-х годов. 